# سمیرا نوا
سمیرا نوا امینی (زادهٔ ۳۰ مارس ۱۹۸۸) سیاستمدار دانمارکی افغانستانی‌تبار است. او یکی از نامزدان حزب سوسیال لیبرال در انتخابات سراسری ۲۰۱۹ دانمارک بود که با کسب ۴٬۶۵۷ رای به فلکتین راه یافت.